# فنجاني ثنائي اللون
فنجاني ثنائي اللون (الاسم العلمي: Peziza bicolor) هو نوع من الفطريات يتبع جنس الفنجاني من فصيلة الفنجانية.